# 德安站

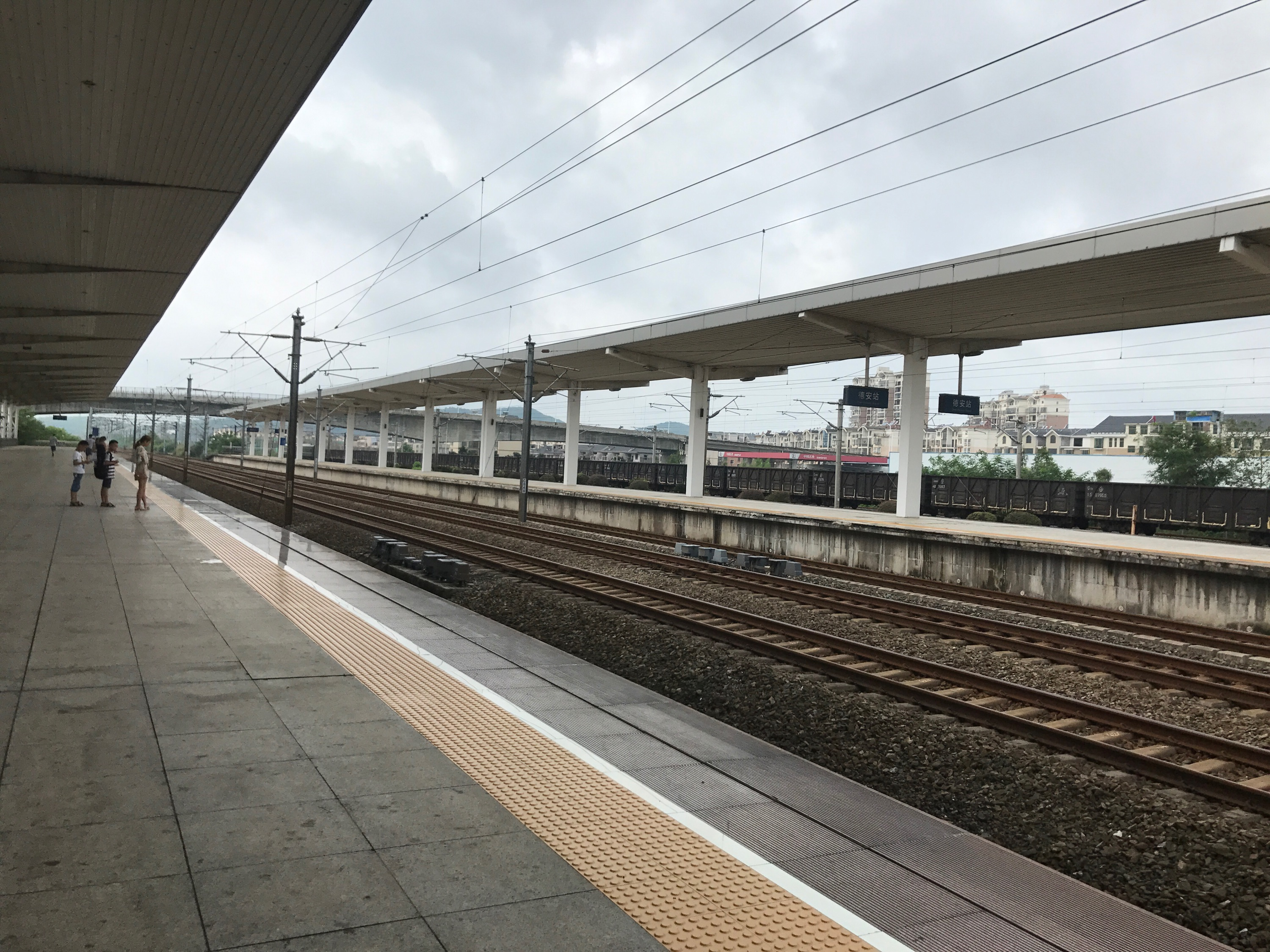
车站站台

德安站位于江西省九江市德安县蒲亭镇，是京九铁路和昌九城际铁路的一座火车站，等级为三等站，距北京西站1367公里，距常平站948公里，本站及相邻上下行区间均为电气化区段。车站建于1927年，现办理货运，客运业务。

## 历史
1907年1月南浔铁路开始建设，1912年5月24日马回岭到德安区间启用，德安站开通客运货运服务。
2010年9月20日昌九城际线启用，本站城际场启用。